# 秋元美世
秋元 美世（あきもと みよ、男性、1954年12月2日 - ）は、日本の社会福祉学者、東洋大学教授。元日本社会保障法学会代表理事。東京都出身。

## 人物
東京都立大学法学部卒、1985年同大学院社会科学研究科基礎法学専攻博士課程修了。同年東京都立大学法学部助手。
茨城大学人文学部社会科学科専任講師、助教授、1997年教授を経て、1998年東洋大学社会学部社会福祉学科教授。
2006年「児童青少年保護をめぐる法と政策 イギリスの史的展開を踏まえて」で都立大博士(社会福祉学)。
2012年日本社会保障法学会代表理事。

## 著書
- 『児童青少年保護をめぐる法と政策 イギリスの史的展開を踏まえて』中央法規出版 2004
- 『福祉政策と権利保障 社会福祉学と法律学との接点』法律文化社 2007
- 『社会福祉の利用者と人権 利用関係の多様化と権利保障』有斐閣 2010

### 共編著
- 『社会保障の制度と行財政』一圓光彌,栃本一三郎,椋野美智子共編 有斐閣 社会福祉基礎シリーズ 2002
- 『ソーシャルワーカーのための法学』本沢巳代子共編 有斐閣 社会福祉基礎シリーズ 2002
- 『現代社会福祉辞典』芝野松次郎,森本佳樹,大島巌,藤村正之,山県文治共編 有斐閣 2003
- 『現代社会福祉の争点』古川孝順,副田あけみ共編著 中央法規出版 2003
- 『福祉契約と利用者の権利擁護』新井誠,本沢巳代子共編著 日本加除出版 2006
- 『社会の理解 人間と社会』小澤温共編 メヂカルフレンド社 最新介護福祉全書 2008
- 『リーディングス日本の社会福祉 第5巻 社会福祉の権利と思想』編著 日本図書センター 2010
- 『社会福祉と権利擁護 人権のための理論と実践』平田厚共著 有斐閣アルマ 2015

## 論文
- ＜秋元美世